# Iwan Koczetkow
Iwan Aleksandrowicz Koczetkow, ros. Иван Александрович Кочетков (ur. 3 marca?/16 marca 1914 w Moskwie, Imperium Rosyjskie, zm. 20 stycznia 1974 w Moskwie, Rosyjska FSRR) – rosyjski piłkarz, grający na pozycji obrońcy lub pomocnika, trener piłkarski. Uczestnik II wojny światowej.

## Kariera piłkarska
W 1930 rozpoczął karierę piłkarską w drużynie fabryki obuwniczej Pariżskaja Kommuna Moskwa. W 1935 zasilił skład Moseniergo Moskwa. W 1936 został powołany do służby wojskowej, podczas której grał w zespole CDKA Moskwa na pozycji napastnika. W 1938 po zwolnieniu z wojska przeszedł do Torpeda Moskwa, w którym występował na pozycji pomocnika do rozwiązania klubu w końcu 1940. W 1941 został piłkarzem Spartaka Moskwa. Po rozpoczęciu wielkiej wojny ojczyźnianej uczestniczył w walkach bojowych i został ranny. Po hospitalizacji powrócił do CDKA Moskwa, w którym zakończył karierę piłkarza w roku 1950.

## Kariera trenerska
Po zakończeniu kariery piłkarza rozpoczął pracę szkoleniowca. Najpierw prowadził wojskowe kluby Domu Oficerów z Chabarowska (1951-1952) i Swierdłowska (od 15 sierpnia 1954 do czerwca 1955). W 1956 kierował amatorskim zespołem Komsomolec Zielenodolsk. Potem trenował drużyny amatorskie z Moskwy, m.in. Salut Moskwa. W 1973 został mianowany na stanowisko starszego trenera FK Yangiyer. W ostatnich latach pracował na stadionie CSKA administratora.
20 stycznia 1974 zmarł w Moskwie w wieku 59 lat.

## Sukcesy i odznaczenia

### Sukcesy piłkarskie
CDKA Moskwa
- mistrz ZSRR: 1946, 1947, 1948
- mistrz ZSRR: 1945
- zdobywca Pucharu ZSRR: 1945, 1948

### Sukcesy indywidualne
- wybrany do listy 33 najlepszych piłkarzy ZSRR: Nr 1 (1948), Nr 3 (1938)

### Odznaczenia
- tytuł Zasłużonego Mistrza Sportu ZSRR: 1948